# Polegar
Polegar est un boys band brésilien de pop, originaire d'Osasco, dans l'État de São Paulo, actif entre 1988 et 1997 et entre et 2004 et 2014.

## Histoire
Polegar connait le succès à la fin des années 1980 et au début des années 1990, avec des records d'audience dans presque toutes les villes où il se produit au Brésil et dans plusieurs pays d'Amérique du Sud, et est considéré par beaucoup comme le phénomène musical de l'époque. Lancé en 1989, leur tout premier album contient des chansons telles que Dá Pra Mim, qui vaut au groupe son premier disque d'or et de platine pour plus de 250 000 exemplaires vendus quelques mois après sa sortie. D'autres succès suivent, tels que Ando Falando Sozinho et Sou Como Sou. Les principaux succès de toute la carrière de Polegar sont des versions en portugais de chansons du groupe mexicain de pop pour adolescents Timbiriche. Le premier album se vend à plus de 500 000 exemplaires au Brésil, ce qui leur vaut un double disque de platine.
En 1990, avec la sortie de leur deuxième album, le succès de Ela Não Liga conduit le groupe à des disques d'or et de platine, dépassant les 250 000 exemplaires vendus. La même année, Polegar fait ses débuts au cinéma dans le film Uma Escola Atrapalhada, avec Gugu Liberato, Angélica, Supla, Os Trapalhões, etc., avec la chanson Sou Como Sou comme bande-son du film, qui se vend à plus de 300 000 exemplaires. 

## Discographie

### Albums studio
- 1989 : Polegar (réédité en 1990 et 1991)
- 1994 : Polegar
- 1998 : Toma Toma
- 2004 : Rumo
- 2012 : Os Sucessos do Grupo Polegar

### EP
- 4 Sucessos de Ouro do Polegar

### Singles
- 1989 : Dá pra Mim
- 1989 : Ando Falando Sozinho
- 1989 : Sou Como Sou
- 1989 : Ela não Liga
- 1989 : Quero Mais
- 1989 : Qualquer Hora